# Jörg Pfennigwerth
Jörg Pfennigwerth (* 1945 in Hamburg; † 5. März 2008) war ein deutscher Schauspieler und Musiker.

## Leben und Wirken
Der Musiker spielte seit 1980 in einigen Kino- und Fernsehfilmen renommierter deutscher Regisseure mit. Für zwei Filmemacher stand Jörg Pfennigwerth sogar dreimal vor der Kamera. So war er in Christel Buschmanns Gibbi – Westgermany, Comeback und Ballhaus Barmbeck und in Lars Beckers Kalte Sonne, Schattenboxer und Kanak Attack zu sehen.
Des Weiteren gründete Jörg Pfennigwerth mit dem walisischen Musiker Granville Jones die Blues-, R&B- und Rock-’n’-Roll-Band Dead On Arrival, deren Sänger und Gitarrist er war. Mit seiner Band trat der gebürtige Hamburger regelmäßig in seiner Wahlheimat München auf.
Am 5. März 2008 verstarb Jörg Pfennigwerth. Er wurde auf dem Münchner Waldfriedhof beerdigt.

## Filmografie (Auswahl)
- 1980: Gibbi Westgermany
- 1982: Comeback
- 1984: Der Biß
- 1988: Kalte Sonne
- 1988: Ballhaus Barmbek
- 1989: Ein Fall für zwei – Blut (Krimiserie)
- 1990: Die zukünftigen Glückseligkeiten (Fernsehfilm)
- 1992: Schattenboxer
- 1993: Eurocops – Flamingo (Krimiserie)
- 2000: Kanak Attack
- 2007: Das Leuchten der Sterne (Fernsehfilm)